# Pivka (miejscowość)
Pivka – wieś w Słowenii, siedziba gminy Pivka. 1 stycznia 2017 liczyła 2 101 mieszkańców.